# Kuvait az 1968. évi nyári olimpiai játékokon
Kuvait a mexikói Mexikóvárosban megrendezett 1968. évi nyári olimpiai játékok egyik részt vevő nemzete volt. Az országot az olimpián 1 sportágban 2 sportoló képviselte, akik érmet nem szereztek. Kuvait első alkalommal vett részt az olimpiai játékokon.

## Atlétika
Férfi
| Versenyző             | Versenyszám | Döntő         | Döntő         |
| Versenyző             | Versenyszám | Idő           | Helyezés      |
| --------------------- | ----------- | ------------- | ------------- |
| Saoud Obaid Daifallah | Maraton     | nem ért célba | nem ért célba |
| Mraljeb Ayed Mansoor  | Maraton     | nem ért célba | nem ért célba |